# Heliga korsets kyrka, Hattula

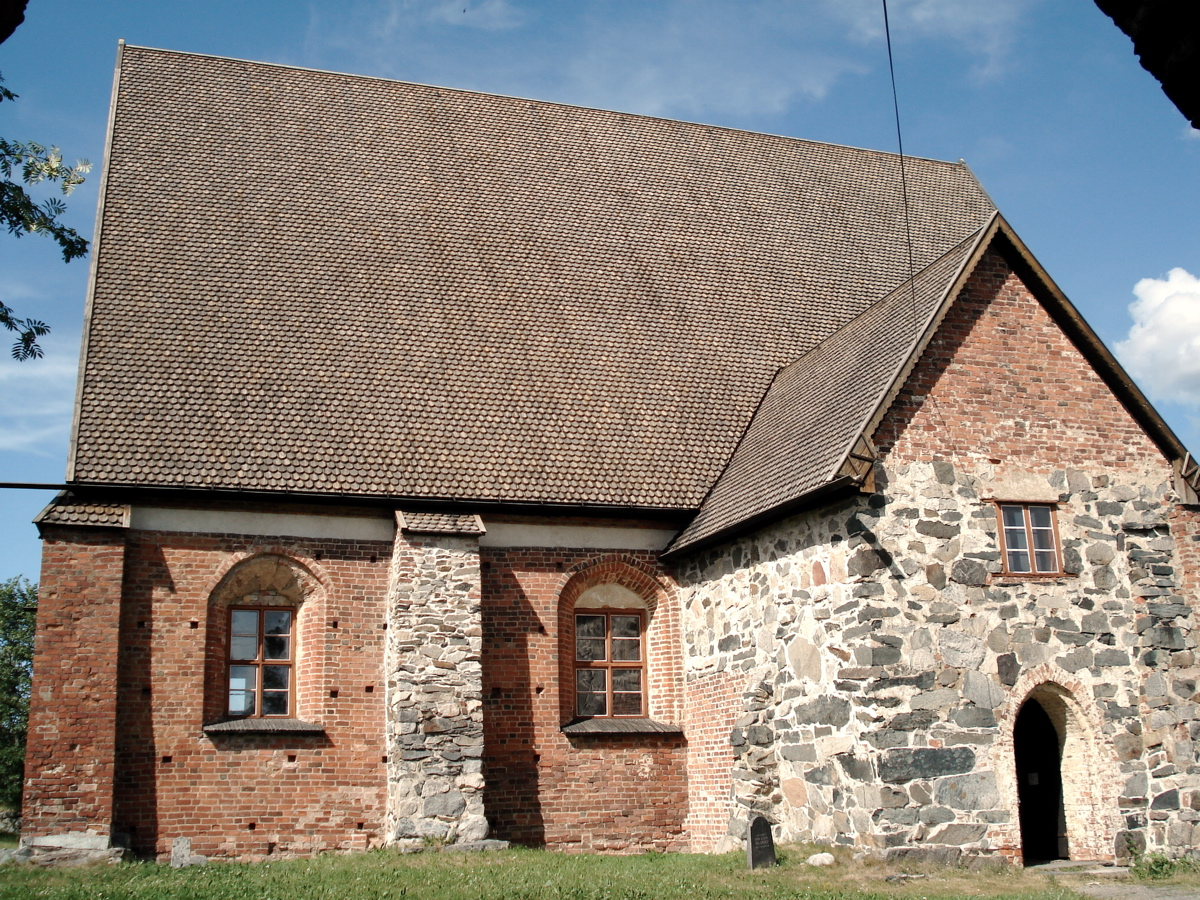
Kyrkan från söder. En förnyad stödpelare och stora delar av vapenhuset är av gråsten. I vapenhuset finnS den ursprungliga tegelväggen bevarad bara i östväggen, som ligger utanför bilden till höger. Pelaren och vapenhuset från år 1795.

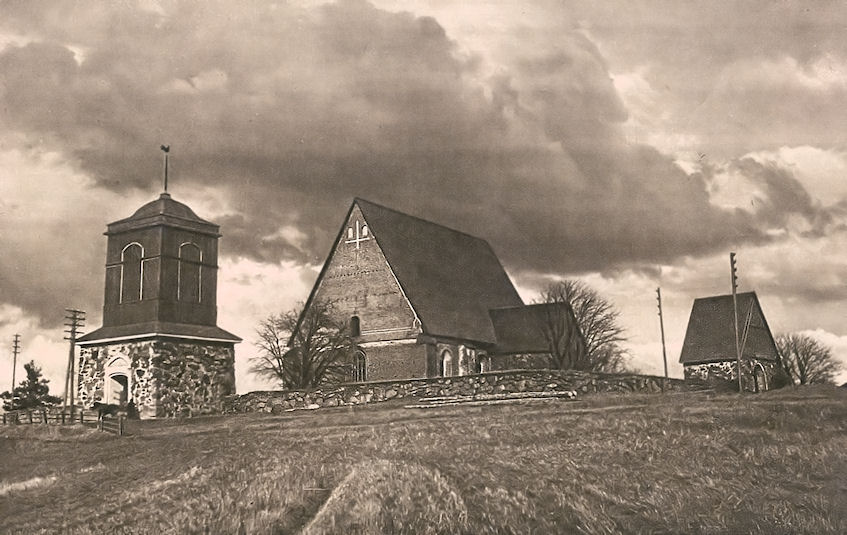
Hattula gamla kyrka, foto: Kalle Artturi Havas, 1926. Västgaveln och klockstapeln.

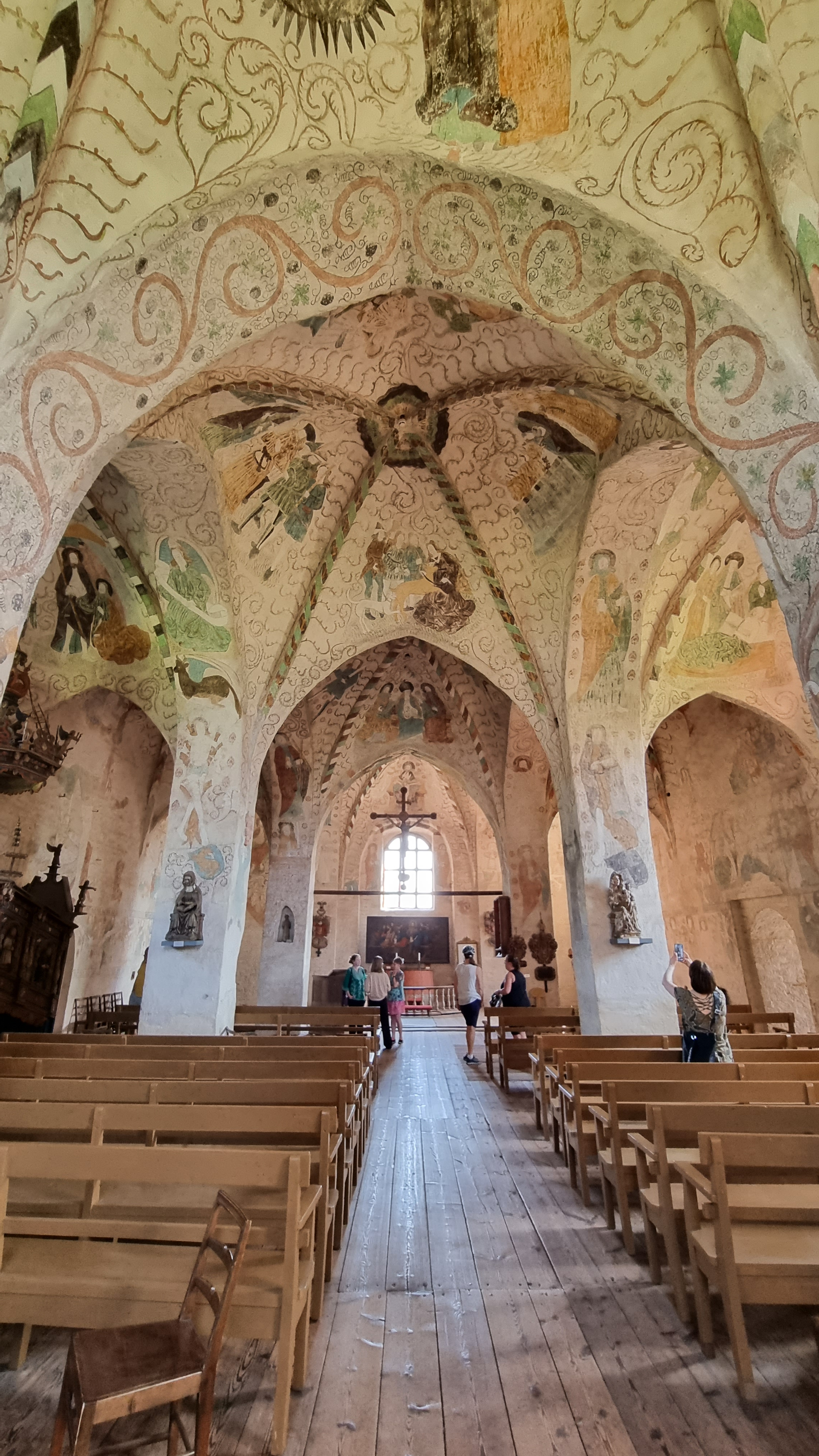
Kalkmålningar i kyrkan från början av 1500-talet. På pelarna några träskulpturer. Det finns ett fyrtiotal i kyrkan.

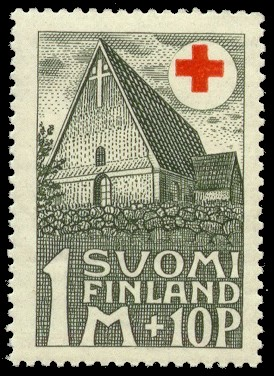
Frimärke från 1931.

Det heliga korsets kyrka i Hattula är den äldsta kyrkan i Tavastland. En kyrka i Hattula omnämns första gången 1324.
Dateringen av tegelkyrkan har varierat mellan 1300- och 1400-talen. Numera dateras kyrkan till slutet av 1400-talet.
Stilmässigt representerar den gotisk arkitektur. Under medeltiden var den ett känt mål för pilgrimsvandringar. Det framgår av danska dokument där drottning Margareta nämner kyrkan som ett lämpligt mål för pilgrimsvandring.

## Uppkomst
Hattula kyrksocken nämns första gången år 1331 men kan med säkerhet dateras till 1200-talets mitt. Keikkala förekommer från 1330-talet som en självständig kyrksocken utbruten ur Hattula men återförenades med Hattula i slutet av 1300-talet som Kalvola kapell. Samtidigt som återföreningen skedde bildades kapellen Lehijärvi och Tyrväntö. Lehijärvi hade varit en del av Keikkala och Tyrväntö en del av Hattula kyrksocken. Ordningen med en huvudsocken och tre kapell fortgick från 1405 till medeltidens slut. Tammela har möjligen avskilts från Hattula i början av 1400-talet och blev ett kapell under Somero.
Byggnadshistorikern Markus Hiekkanen framför att den första träkyrkan skulle ha byggts ganska strax efter att församlingen grundades. Det byggdes flera kyrkor efter varandra. Det finns inga andra uppgifter om de här kyrkorna än att kyrkan 1398 fick avlatsrätt. I dag ligger kyrkan avsides. Men det beror på att mikroklimatet var gynnsamt på platsen.  Där fanns också fast bosättning redan under järnåldern. Vid sidan av Åbo domkyrka är det den enda kyra som planerats och byggts i tegel i Finland under medeltiden.
Byggnadstiden uppskattas av Museiverket till mellan 1472 och 1490. Våren 2012 gjordes dateringar  av teglen med Termoluminesens. En del av byggnadsställningarna av trä är från 1200-talets början. Enligt forskare Tanja Ratilaisen visar det inte kyrkans tillkomst utan bara när träden fälldes. Kyrkan byggdes av sju arbetslag och arbetet framskred hastigt för de olika arbetsteamens arbeten syns på olika platser i kyrkan: långhuset, sakristian, vapenhuset och gavlarna. Tidigare trodde man att arbetet tog årtionden
Uppförandet av kyrkan är nära kopplat till det samtida Tavastehus slott. Byggnadsmaterial och byggare är troligen de samma. Båda ligger vid Vånåstråten och längs Tavastlands oxväg. Glanstiden för Tavastehus slott inföll under slutet av 1400 och början av 1500-talet. Då härskade släkten Tott på slottet. Slottet utvidgades och förutom kyrkan i Hattula byggdes flera andra kyrkor. Men Det Heliga korsets kyrka var äldst och moderkyrka.
Det Heliga korsets kyrka och Sankt Lars kyrka, Lojo är de främsta kyrkorna försedda med målningar i Finland. De anses vara systerkyrkor med sina omfattande bilder. 

## Byggnad
Kyrkans långhus har bevarats väl i sin medeltida utformning. Bara vapenhusets gråstensdelar från 1795 och kontroforen eller centralpelaren i väster i vapenhuset är senare. 
Av de ursprungliga fönstren återstår fönstren i koret, den västgaveln och det östra fönstret på sydgaveln. Övriga fönster är från 1800-talet då också två nya fönster öppnades på norrsidan.. I båda gavlarna finns korsnischer och två cirkelnischer. I västgaveln finns en sällsynt dekorationsfris av format tegel. Motsvarande finns både i Tavastehus slott och i Åbo domkyrka i Magnus Tavasts kapell, som byggdes i samband med ombyggnadsarbetena som avslutades 1470.
I kyrkans exteriör finns sex stycken ansikten formade i vått tegel. Ett finns högst uppe över det västra fönstret och ett vid vindsöppningen. I nordväst och sydost finns motsvarande ansikten på stödpelarna. Hiekkanen antar att alla pelare haft liknande ansikten.
Kyrkan är en hallkyrka, med tre lika höga skepp. Sidoskeppen är smalare än mittskeppet. Kyrkans långhus är symmetriskt och bildar ett latinskt kors där armarna formas av sakristian på norra sidan och vapenhuset på södra sidan, men litet avvikande från centrallinjen mot öster. De yttre måtten är  28,2 × 17,2. Under medeltiden användes oftast gråsten, men kyrkan är i huvudsak byggd i tegel.  Kyrkan och Tavastehus slott har troligen samma byggmästare med kopplingar till Tyska orden”Hattulan Pyh Ristin kirkko” (på finska). http://www.hamewiki.fi/wiki/Hattulan_Pyhän_Ristin_kirkko. Läst 14 april 2017. Sockeln är av gråsten för att fukt inte skulle tränga in i kyrkan. 
Enligt sägnen kom teglet från tegelbruket som fanns vid Herniäinens strandbrink. Vid bruket hade man enligt uppgifterna också tidigare bränt tegel under medeltiden, eventuellt också till Tavastehus slott. Brännugnarna har kartlagts i arkeologiska utgrävningar. Men enligt Museiverket är tegelbruket från 1800-talet.”Hattula” (på finska). Arkiverad från originalet den 4 mars 2016. https://web.archive.org/web/20160304141131/http://www.hame.fi/content/HameenLiitto/kuvat/hameen_maakunta/kuppikivi/kulttuuriymparistot/rak_ymp/kohdeluettelot/hattula.pdf. Läst 14 april 2017.

### Ombyggnad
Blixten slog ner på 1580-talet, och den första stora reparationen måste göras. Blixten slog ner på nytt 1752. Efter det måste takkonstruktionerna förnyas. Vapenhuset ombyggdes nästan helt 1795. När den nya kyrkan byggdes 1857 togs den gamla ur bruk och räddades bara tack vare Arkeologiska kommissionens ingripande. Den undgick därför grannkyrkans öde i Pälkäne .
De första mera omfattande reparationerna gjorde 1889, då den fasta inredningen revs ut. Då frilades också kalkmålningarna som restaurerats i två omgångar. Den första av Oskari Niemi 1939-1940 och senare på 1980-talet. 

### Interiör
Altaret fanns under medeltiden sannolikt framför det nuvarande altaret. I nischen bakom har antagligen funnits ett altarskåp. Koret har kanske avgränsats av de främsta pelarna. 

#### Väggmålningar
Väggmålningarna som kyrkan är känd för härstammar från biskop Arvid Kurcks tid mellan 1513 och 1516. Fogden på Tavastehus slott Åke Jöransson Tott (d. 1520) och hans hustru Märta Bengtsdotter Ulv är de huvudsakliga donatorerna. Målningarna är troligen en votivgåva. Målningarna representerar sengotiken och är gjorda i -teknik. De är antagligen gjorda av samma konstnärsgrupp som målningarna i Sankt Lars kyrka i Lojo. Målningarna är 180 - 193 st. och omfattar bibliska berättelser från skapelsen till den yttersta domen och helgonlegender . Onni Okkonen beskriver bilderna så här:  "Vi kan ställa Hattula mästaren i en nära relation till Lojo mästaren.  Han står på samma mycket luddiga hantverkarnivå som sina föregångare,  trots sin inneboende begåvning och sensibilitet. Men det hindrar inte att han är ett mycket intressant fenomen i Finlands och hela Nordens konst, tack vare sin naturliga konstnärsegenskaper, sin lyhörda formkänsla, sina enkla uttryck och sinnliga mystik." De frittmålade gestalterna har målats på en mark av växande gräs eller halvrunda cirklar. Det täta uppställningen av personerna i bilderna skapar i den lilla kyrkan en varm och intim karaktär. 
Det finns målningar på alla väggar, också i sakristian. I vapenhuset finns de bara på öst- och norrväggen eftersom målningarna förstördes i samband med byggarbeten 1795. Valvmålningarna har aldrig varit täckta men målningarna på pelare och väggar täcktes med kalk 1820 och togs fram igen år 1886 under ledning av magister Emil Nervander. Målningarna restaurerades 1934–1940 av Oskari Niemi.
En målning i ett östvalv berättar om kyrkan som bevarare av en bit av Kristi kors och därmed som pilgrimsmål. Målningen framställer legenden om hur kejsarinnan Helena hittade korset vid en utgrävning under Golgata i Jerusaleml

#### Föremål
Det finns omkring 40 träskulpturer i kyrkan. De äldsta är gjorda av den så kallade Lundo mästaren från första delen av 1300-talet. Metallkronorna som ursprungligen hörde till figurerna har försvunnit eventuellt under reformationen. Men Hiekkanen framkastar att de kan ha tagits av ryssarnas härjningar i Finland 1496. Härjningar som sträckte sig till Hattula. .
Predikstolen är gjord 1550 och den hör till de äldst bevarade i Finland och hela Norden. Den skänktes av ägaren till Leppa gård i Tyrväntö Björn Classon och hans hustru Katharina Jöransdotter Stiernkors. Predikstolen saknar bärande fotpelare. Predikstolen är utförd i barock men ändå försedd med utsmyckningar i renässansstil. En nyare predikstol från 1701 bärs upp av Kristoforos.
Altartavlan är målad av Nils Schillmark 1782. Motivet är Nattvarden.

#### Sakristia
Sakristian är vid sidan av den i Åbo domkyrka en av Finlands vackraste. Den har ett enkelt kryssvalv och är försedd med fönster på alla ytterväggar. Väggarna är försedda med väggmålningar och i taket hänger en ljuskrona i medeltida stil. .

## Användning
Kyrkan används bara sommartid. Den har bara en liten orgel.

## Andra byggnader
Norr om kyrkan finns ruinerna av en liten tegelbyggnad. Man har antagit att det är resterna av sakristian till en tidigare träkyrka.  Ruinerna kan också ansluta sig till kulten kring Det Heliga korset och processionerna den 5 maj kallade korsvägen. . Hiekkanen konstaterar att på basen av utgrävningarna 1993 kan man tolka resterna som början till en sakristia till en tegelkyrka, men att kyrkan sedan byggdes en bit söderut och blev större.
Klockstapelns övre del är från 1813 och byggd enligt Intendetkontorets ritningar. Klockarna är överflyttade till Hattula nya kyrka De klockor som nu finns där är från Vuoksela kyrka i det till Sovjet avträdda delarna av Karelen. Klockstapelns nedre del är av gråsten och den övre av rödmyllat trävirke. Det något rundade taket har försetts med en vindflöjel som en kyrktupp.
På andra sidan vägen finns ett sockenmagasin planerat av A. F. Granstedt år 1840. Magasinet fungerade fram till 1902 som låne- och fattigmagasin för säd. Det byggdes av  Juhani Kajander från Törnävä. Magasinet är sommarcafé.
Kyrkogården omgärdas av en gråstensmur med murade portgångar. Den norra portgången är äldre. . Hiekkanen daterar den norra till 1700-talet.

## Kyrkogården
Den äldsta kyrkogården i Hattula finns innanför stenmuren och har utvidgats många gånger. Speciellt under 1700-talet utvidgades kyrkogården. Kyrkogården är inte längre i bruk.Till öster har en nyare kyrkogård anlagts 1921.  

## Kulturlandskap
Det Heliga korsets kyrka i Hattula hör till de byggda miljöerna av riksintresse inom landskapsområdet "Vånådalen och Karlberg"  i Museiverkets förteckning.

## På annan plats
- Lista över medeltida stenkyrkor i Finland
- Ristintie